# منتخب الاتحاد السوفيتي للباندي
منتخب الاتحاد السوفيتي الوطني للباندي هو ممثل الاتحاد السوفيتي الرسمي في المنافسات الدولية في الباندي في فئة الباندي للرجال.